# Epyris longiantennatus
Epyris longiantennatus (лат.) — вид мелких ос рода Epyris из семейства Bethylidae. Юго-Восточная Азия: Южная Корея.

## Описание
Мелкие бетилоидные осы чёрного цвета, длина около 4 мм. Отличается от близких видов (Epyris shohki) тем, что у этого нового вида мандибулы с пятью зубами; ширина между задним глазком и сложным глазом (OOL) равна 1,5 × максимальной ширины глазкового треугольника (WOT); длина проподеального диска равна 0,7 ширины; тогда как у E. shohki мандибулы с одним зубом; ширина между задним глазком и сложным глазом (OOL) равна 1,1 максимальной ширины глазкового треугольника (WOT); проподеальный диск такой же длины, как и ширина. Округлый дорсо-латеральный угол головы; передний край наличника треугольный; каждая щитковая ямка отделена друг от друга тонкой перегородкой. Нижнечелюстные щупики состоят из 6, а нижнегубные — из 3 члеников (формула щупиков: 6,3). Усики самок и самцов 13-члениковые. Боковые доли клипеуса редуцированы, передний край наличника выступающий. Предположительно, как и другие виды своего рода паразитоиды личинок насекомых, в основном, почвенных жуков чернотелок Tenebrionidae.
Вид был впервые описан в 2011 году корейскими гименоптерологами Jongok Lim (Division of Forest Biodiversity, Korea National Arboretum, Пхочхон, Кёнгидо, Южная Корея) и Seunghwan Lee (Research Institute for Agriculture and Life Sciences, College of Agriculture and Life Sciences, Yeungnam University, Daehak, Gwanak, Сеул, Южная Корея).